# Anthony Delaplace
Anthony Delaplace (Valognes, 11 settembre 1989) è un ciclista su strada francese che corre per il team Arkéa-B&B Hotels. È professionista dal 2010.

## Carriera
Professionista dal 2010 con la Saur-Sojasun, dopo un periodo da stagista nella medesima squadra a fine 2009, coglie la sua prima vittoria in quella stessa stagione, imponendosi nella seconda tappa del Tour de l'Avenir. L'anno successivo vince la sua prima classica, La Poly Normande. nel 2017 si aggiudica la prima frazione e la classifica generale del Tour de Normandie.

## Palmarès
- 2007 (Juniores)

Campionati francesi, Prova in linea Juniores
- 2010 (Sel. Francia, una vittoria)

2ª tappa Tour de l'Avenir (Saint-Amand-Montrond > Cusset)
- 2011 (Saur, una vittoria)

La Poly Normande
- 2017 (Fortuneo-Oscaro, tre vittorie)

1ª tappa Tour de Normandie (Bourg-Achard > Gonfreville-l'Orcher)
Classifica generale Tour de Normandie
Duo Normand (con Pierre-Luc Périchon, cronocoppie)
- 2022 (Arkéa-Samsic, una vittoria)

Parigi-Camembert

### Altri successi
- 2012 (Saur-Sojasun)

Classifica giovani Etoile de Bessèges
- 2013 (Sojasun)

Classifica giovani Tour du Limousin
- 2018 (Team Fortuneo-Samsic)

Classifica scalatori Boucles de la Mayenne

## Piazzamenti

### Grandi Giri
- Tour de France

2011: 135º
2012: ritirato (7ª tappa)
2013: 89º
2014: 78º
2015: 85º
2016: 90º
2019: 90º
2021: fuori tempo massimo (9ª tappa)
2023: 68º
- Vuelta a España

2022: non partito (8ª tappa)

### Classiche monumento
- Milano-Sanremo

2025: 75º
- Liegi-Bastogne-Liegi

2012: 86º
2016: 109º
2019: ritirato
2022: 50º
2023: 75º
2024: 99º
2025: 95º
- Giro di Lombardia

2018: 61º
2023: ritirato
2024: 94º

### Competizioni europee
- Campionati europei

Plumelec 2016 - In linea Elite: 87°